# Niverville (Manitoba)
Niverville es un pueblo canadiense situado en la provincia de Manitoba.

## Superficie
Niverville tiene una superficie de 8,7 km².

## Demografía
En 2021, tenía 5947 habitantes, una densidad poblacional de 683,7 hab./km², y 2010 viviendas.